# エルネスト・スリンゲナイヤー
エルネスト・スリンゲナイヤー（Ernest Slingeneyer、1820年5月29日 - 1894年4月27日）はベルギーの画家である。歴史画や人物画を描いた。

## 略歴
オースト＝フランデレン州のロヒリスティ(Lochristi)の収税役人の息子に生まれた。1825年に家族とヘラールツベルヘン(Geraardsbergen)に移り、その後アントウェルペンに移った。父親は息子を軍人にさせたがっていたが、美術を学ぶのを認めた。活動をはじめアントウェルペンの美術アカデミーに入学し、肖像画や歴史画の得意なフスタフ・ワッペルスに学んだ。学生時代に、展覧会に歴史画の大作を出展し、批評家に賞賛された。
オランダ王ウィレム2世らの支援を受けるようになり、1845年にはブリュッセルの展覧会で金賞を受賞した。 政府から注文を受けてレパントの海戦を描いた大作を1848年の展覧会に出展するが、その評価はあまり高いものではなかった。旧来のアカデミック美術のスタイルが時代遅れになってきていたことも原因であったと思われ、パリで修行して帰った、ルイ・ガレ(1810-1887) の作品が人気をえるようになっていた。
スリンゲナイヤーも国外に留学し、ドイツやローマ、パリを旅した。パリではポール・ドラローシュやジョゼフ＝ニコラ・ロベール＝フルーリー、アリ・シェフェールらのスタジオで修行した。1849年にベルギーに戻り、ブリュッセルで活動した。30歳になるころにはベルギーで人気の高い画家の一人になった。
1850年にベルギー王、レオポルド1世 (ベルギー王)レオポルド1世からレオポルド勲章を受勲したのに始まり、1870年にレオポルド勲章（コマンドール）を受勲するなど、各国の元首から勲章を受勲した。1880年代には議員も務め、ベルギーの芸術振興に尽力したが、芸術館は保守的であった。
ブリュッセルで没した。

## 作品

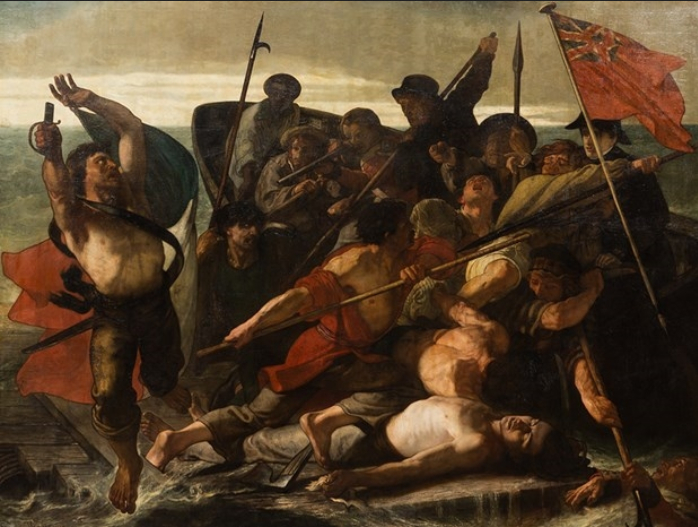
フランス船 Le Feuの水兵の英雄的行動 (1857)
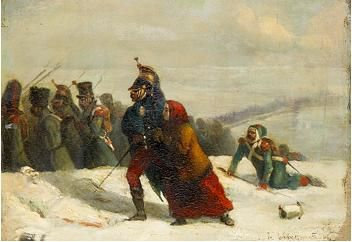
モスクワからの退却
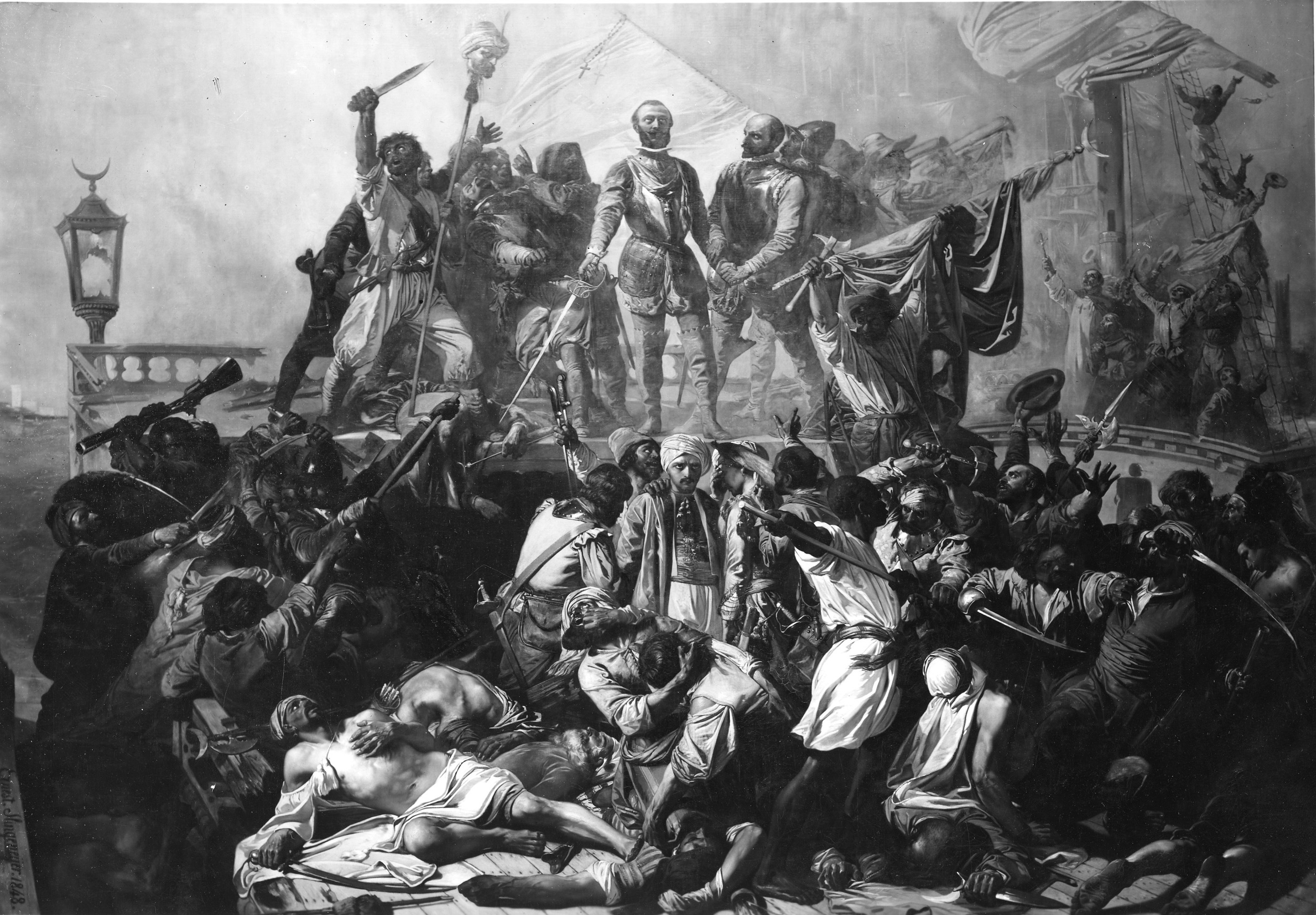
レパントの海戦(1848) ベルギー王立美術館 蔵

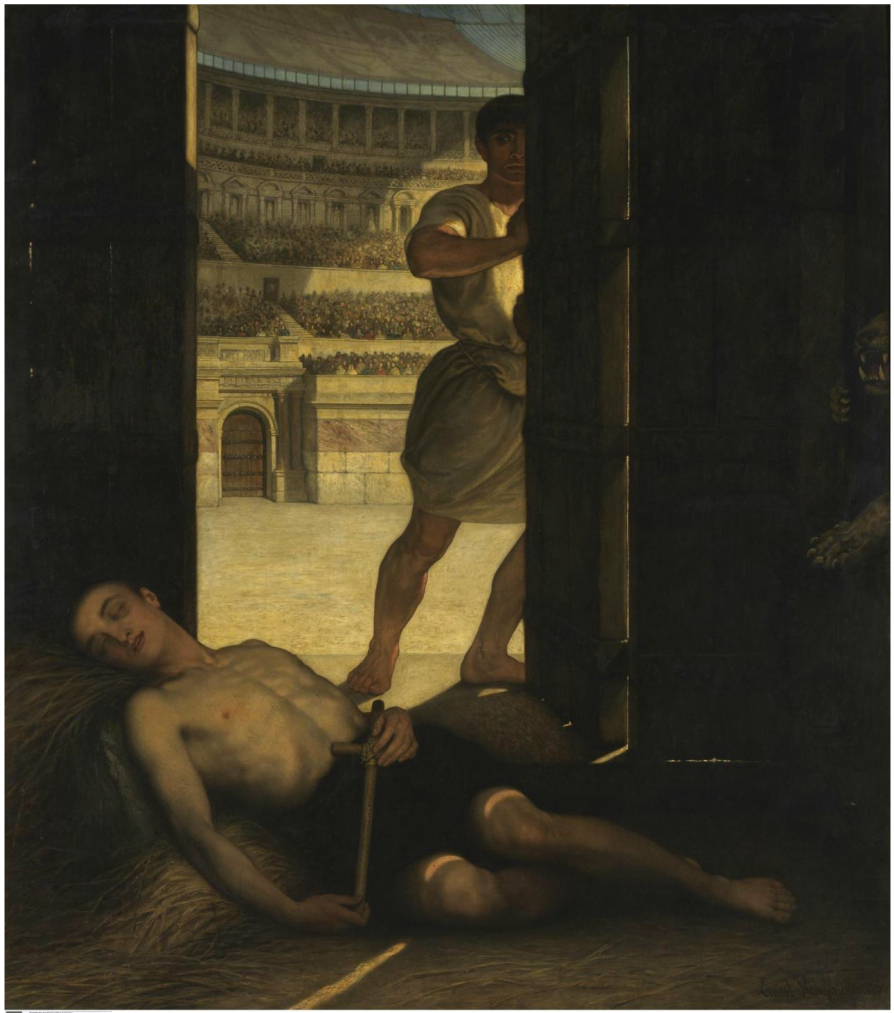
キリスト教の殉教者(1860) アントワープ王立美術館 蔵
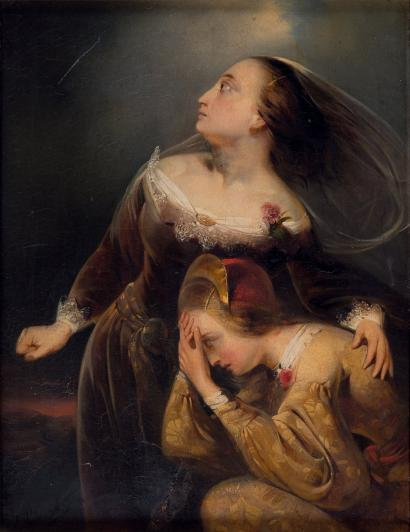
メアリー・ステュアートの出発
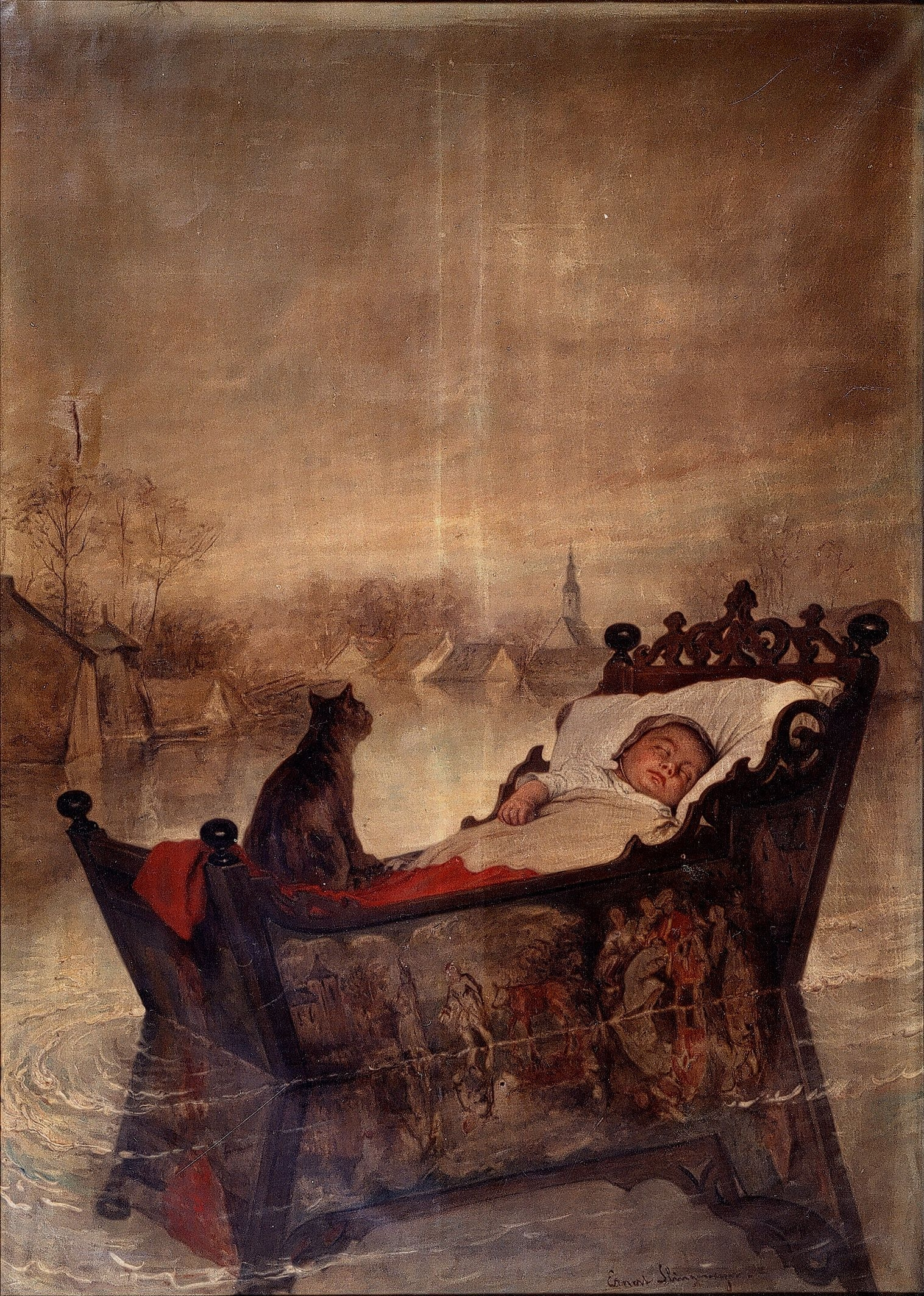
The flooding Royal Collection of Belgium蔵
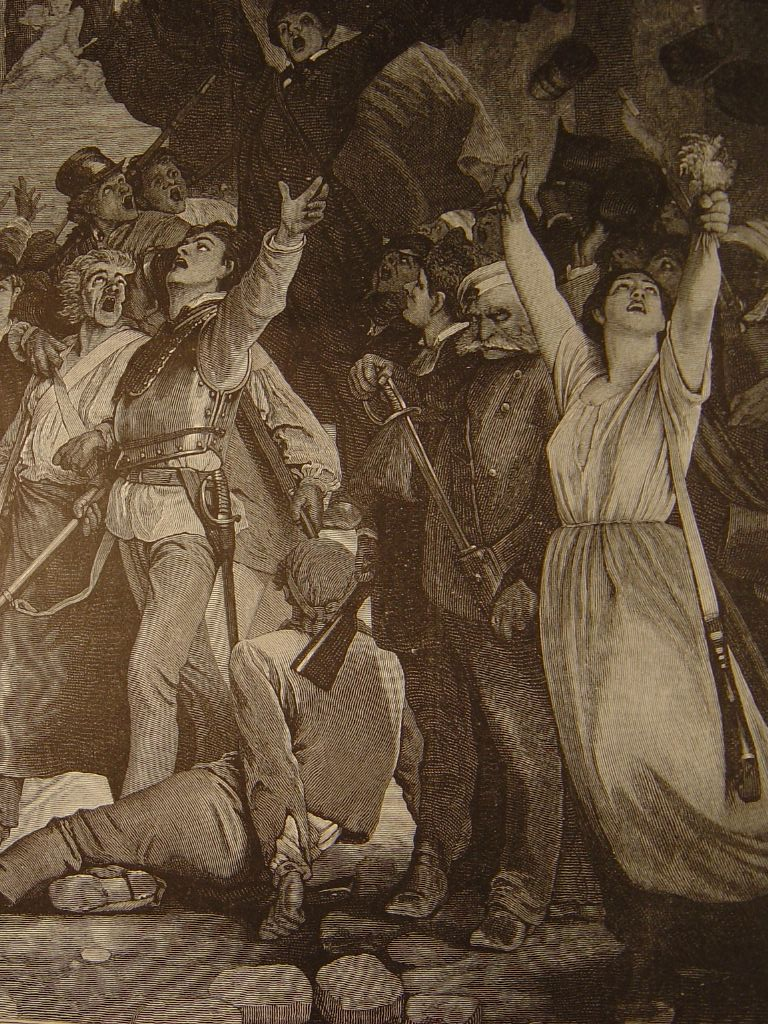
雑誌「イリュストラシオン・ユーロピエンヌ」挿絵